# 顧梅羹
顧梅羹（1899年—1990年）字燾，別署琴禪，湖南長沙人，是中國川派古琴演奏家，曾在瀋陽音樂學院等學校教授古琴。

## 生平
顧梅羹在光緒二十五年（1899年）十一月初六出生於湖南長沙的一個書香世家，祖籍則是四川華陽。他的曾祖父顧庚山於書畫上頗有造詣，而祖父顧玉城則是川派張孔山的弟子。他的父親顧哲卿和叔父顧卓羣也都是琴家。因此自小就接受書畫等教育，12歲始隨長輩們開始學琴，是顧家創辦的“南熏琴社”的成員。
1918年一度在湖南省立通俗教育館擔任編輯員的職務。1921年受張薺蓀的邀請，到後者擔任教務長的山西育才館和國民師範教授古琴，這一階段他參與了古琴相關書籍的編冩工作，併曾監製做琴。同一年加入山西元音琴社。1924年返回湖南，轉而加入愔愔琴社。回到湖南之後，他亦開始進入湖南大學學習，在1927年於該大學的政法科畢業。 1947年到湖南省立音樂專科學校教琴，此外還教授古代文學、中國音樂史等課程。
十年後，顧梅羹始受邀到北京中央音樂學院民族音樂研究所擔任特約通訊研究員一職。在北京時，他加入了北京古琴研究會，協助查阜西完成了《存見古琴曲譜輯覽》、《存見古琴指法譜字輯覽》二書。
1959年離開北京，前往瀋陽音樂學院民樂系擔任教師，仍舊從事古琴教學工作。次年又被調到上海音樂學院民樂系教授古琴，學生林友仁，1961年回到瀋陽音樂學院。這一時期內他教出了包括丁承運、龔一、吳自英在內的許多弟子。1964年開始編纂《琴學備要》。
文化大革命爆發後，他被迫回到長沙接受批鬥，所帶的數張古琴全部被沒收。但是他仍然堅持編寫《琴學備要》，並自己製成古琴“楚楠”。1978年文革結束，顧梅羹也在10月底回到瀋陽。顧梅羹一生都專注於古琴事業，直到1985年86歲時還參加全國第三次打譜會。

## 藏琴
曾收藏明代寧獻王朱權斲製的「飛瀑連珠」。

## 著作
- 《廣陵散古指法考釋》（1963年《琴論綴新》第二期）
- 《古琴古代指法分析》（1964年《音樂論叢》第四期）
- 《琴學備要》

## 外部連結
- YouTube上的顧梅羹演奏之〈流水〉